# Distrito electoral federal 2 de Quintana Roo
El II Distrito Electoral Federal de Quintana Roo en México y uno de los tres en que se divide el estado de Quintana Roo, su cabecera es la capital del estado, la ciudad de Chetumal.
Está constituido desde el proceso de redistritación de 2005 llevado a cabo por el Instituto Federal Electoral, por los municipios de Othón P. Blanco, Felipe Carrillo Puerto, José María Morelos y Bacalar.

## Distritaciones anteriores

### Distritación 1996 - 2005
De 1996 a 2005 la integración territorial del municipio era idéntica, sin cambio geográfico alguno.

### Distritación anterior a 1975
Hasta el 8 de octubre de 1975 Quintana Roo no tenía condición de Estado de la Federación, sino de Territorio Federal, en consecuencia solo tenía derecho a elegir un único diputado federal por todo el territorio en un distrito único, en esta caso el Distrito I, por lo que el Distrito II fue creado con su conversión a estado, a partir de 1975, eligiendo diputado por primera vez en unas elecciones extraordinarias realizadas ese año para la XLIX Legislatura.

## Diputados por el distrito
| Legislatura | Periodo                                        | Diputado                              | Grupo parlamentario                  |
| ----------- | ---------------------------------------------- | ------------------------------------- | ------------------------------------ |
| XLIX        | 28 de noviembre de 1974-31 de agosto de 1976   | Héctor Esquiliano Solís               | Partido Revolucionario Institucional |
| L           | 1 de septiembre de 1976-31 de agosto de 1979   | Emilio Oxté Tah                       | Partido Revolucionario Institucional |
| LI          | 1 de septiembre de 1979-31 de agosto de 1982   | Primitivo Alfonso Alcocer             | Partido Revolucionario Institucional |
| LII         | 1 de septiembre de 1982-31 de agosto de 1985   | Javier Sánchez Lozano                 | Partido Revolucionario Institucional |
| LIII        | 1 de septiembre de 1985-31 de agosto de 1988   | Salvador Ramos Bustamante             | Partido Revolucionario Institucional |
| LIV         | 1 de septiembre de 1988-31 de octubre de 1991  | Isidoro Victoriano Mendoza de la Cruz | Partido Revolucionario Institucional |
| LV          | 1 de noviembre de 1991-31 de octubre de 1994   | Magaly Achach Solís                   | Partido Revolucionario Institucional |
| LVI         | 1 de noviembre de 1994-31 de agosto de 1997    | Virginia Betanzos Moreno              | Partido Revolucionario Institucional |
| LVII        | 1 de septiembre de 1997-31 de agosto de 2000   | Artemio Caamal Hernández              | Partido Revolucionario Institucional |
| LVIII       | 1 de septiembre de 2000-31 de agosto de 2003   | Héctor Esquiliano Solís               | Partido Revolucionario Institucional |
| LIX         | 1 de septiembre de 2003-31 de agosto de 2006   | Víctor Manuel Alcérreca Sánchez       | Partido Revolucionario Institucional |
| LX          | 1 de septiembre de 2006-31 de agosto de 2009   | Eduardo Espinosa Abuxapqui            | Partido Revolucionario Institucional |
| LXI         | 1 de septiembre de 2009-5 de abril de 2011     | Rosario Ortiz Yeladaqui               | Partido Revolucionario Institucional |
| LXI         | 7 de abril de 2011-31 de agosto de 2012        | Luis García Silva                     | Partido Revolucionario Institucional |
| LXII        | 1 de septiembre de 2012-31 de agosto de 2015   | Raymundo King de la Rosa              | Partido Revolucionario Institucional |
| LXIII       | 1 de septiembre de 2015-3 de marzo de 2016     | Arlet Mólgora Glover                  | Partido Revolucionario Institucional |
| LXIII       | 30 de marzo de 2016-8 de junio de 2016         | María Hadad Castillo                  | Partido Revolucionario Institucional |
| LXIII       | 8 de junio de 2016-31 de agosto de 2018        | Arlet Mólgora Glover                  | Partido Revolucionario Institucional |
| LXIV        | 1 de septiembre de 2018-31 de agosto de 2021   | Patricia Palma Olvera                 | Movimiento Regeneración Nacional     |
| LXV         | 1 de septiembre de 2021-1 de marzo de 2024     | Anahí González Hernández              | Movimiento Regeneración Nacional     |
| LXV         | 5 de marzo de 2024-3 de junio de 2024          | Iliana Tun Campos                     | Movimiento Regeneración Nacional     |
| LXV         | 3 de junio de 2024-31 de agosto de 2024        | Anahí González Hernández              | Movimiento Regeneración Nacional     |
| LXVI        | 1 de septiembre de 2024-1 de noviembre de 2024 | Elda Xix Euán                         | Movimiento Regeneración Nacional     |
| LXVI        | 1 de noviembre de 2024-31 de agosto de 2027    | Marybel Villegas Canché               | Movimiento Regeneración Nacional     |

## Resultados electorales

#### 2021
|  | 52.51 % |

|  | 28.15 % |

|  | 5.04 % |

|  | 5.03 % |

|  | 3.42 % |

|  | 2.06 % |

|  | 3.56 % |

|  | 0.22 % |

|  | 100 % |

#### 2018[4]
|  | 26.70 % |

|  | 18.56 % |

|  | 50.72 % |

|  | 0.05 % |

|  | 3.95 % |

|  | 100.00 % |

### 2009
|  | 16.79 % |

|  | 48.45 % |

|  | 7.77 % |

|  | 5.58 % |

|  | 7.31 % |

|  | 6.30 % |

|  | 0.65 % |

|  | 0.10 % |

|  | 7.05 % |

|  | 100.00 % |

### 2006
|  | 16.20 % |

|  | 51.73 % |

|  | 25.94 % |

|  | 2.61 % |

|  | 2.65 % |

|  | 100.00 % |